# Union sportive sétifienne
Maillots
Actualités
Dernière mise à jour : 27 avril 2020.
L'Union sportive Sétifienne (en arabe : الاتحاد الرياضي السطايفي), couramment abrégé en US Sétif ou encore en USS est un club de basket-ball algérien  fondé en 2002 et basé à Sétif.

## Histoire
L'Union sportive Sétifienne évolue en super division, soit l'élite du championnat d'Algérie L'équipe joue en Super Division depuis la saison 2011-2012. et dans la saison 2014-15 atteint pour la première fois à la finale du Championnat d'Algérie de basket-ball super division et perdu contre le MC Alger 2-1. Ensuite, l'équipe a atteint la finale de la Coupe d'Algérie deux fois de suite et a perdu encore une fois contre la même équipe MC Alger ,.

## Identité du club

### Logo et couleurs

Ancien logo
Ancien logo.
Logo actuel.